# Cteniza genevieveae
Espèce
Cteniza genevieveae est une espèce d'araignées mygalomorphes de la famille des Ctenizidae.

## Distribution
Cette espèce est endémique de Corse en France.

## Description
Les femelles mesurent de 12 à 18 mm.

## Systématique et taxinomie
Cette espèce a été décrite par Canard en 2018.

## Publication originale
- Canard, 2018 : « Une nouvelle espèce de Mygale (Araneae, Ctenizidae): Cteniza genevieveae n. sp. (♀) découverte au sud de la Corse. » Revue Arachnologique, sér. 2, vol. 5, p. 30-35.